# Testudobracon grandiventris
Testudobracon grandiventris är en stekelart som beskrevs av Wang, Chen och He 2003. Testudobracon grandiventris ingår i släktet Testudobracon och familjen bracksteklar. Inga underarter finns listade i Catalogue of Life.